# Kydippe (Atenka)

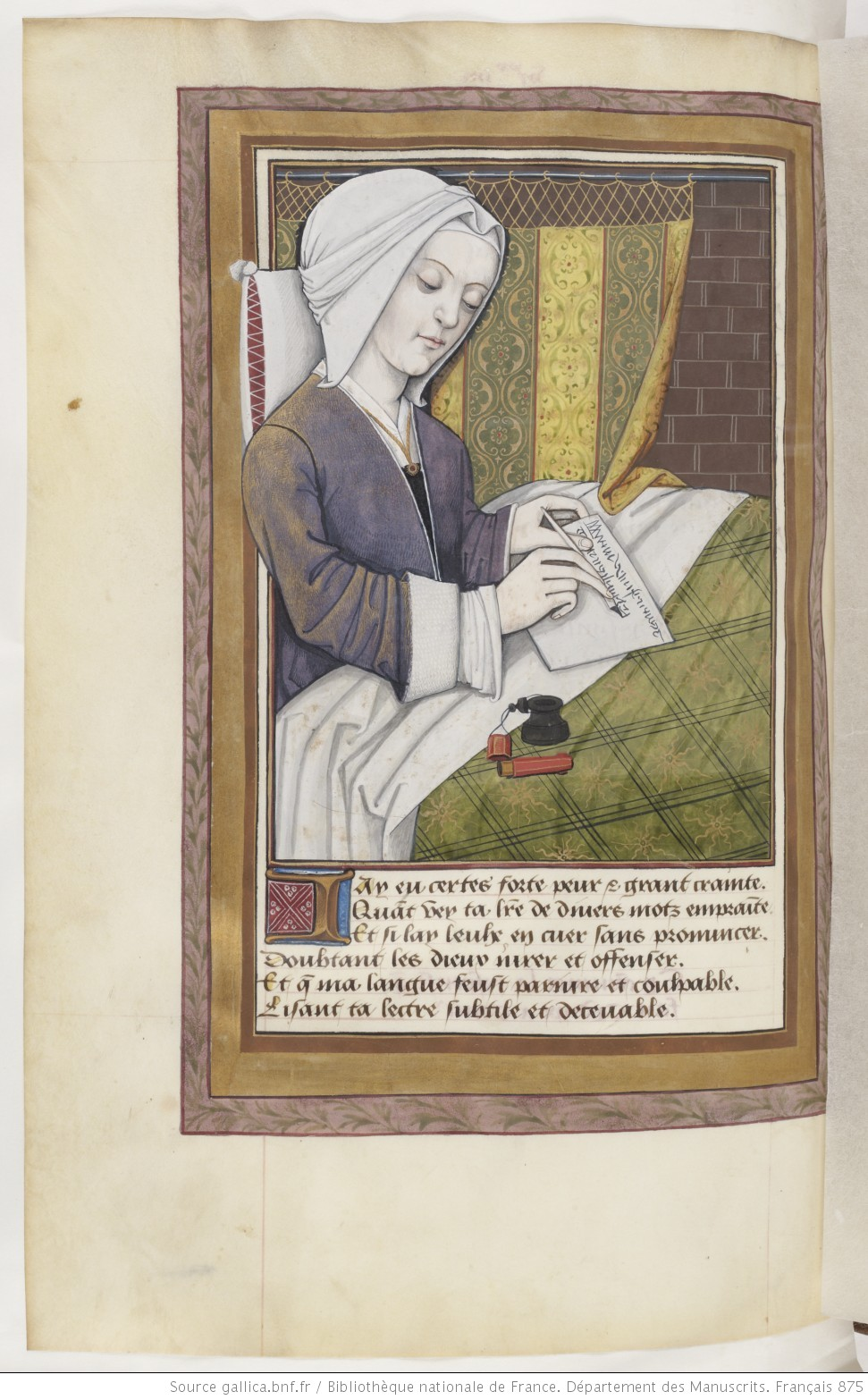
Kydippe

Kydippe – postać znana z utworów Kallimacha i Owidiusza, pochodząca z Naksos.
Ukochana Akontiosa, który chcąc ją poślubić podrzucił jej w świątyni Artemidy jabłko z napisem Przysięgam, że poślubię Akontiosa. Kydippe odczytała napis na głos, tym samym składając przysięgę. Jej rodzice, nie wiedząc o tym próbowali ją kilkakrotnie wydać za mąż, ale za każdym razem Kydippe ciężko chorowała. Sprawę wyjaśniła wyrocznia delficka, ujawniając fakt przysięgi.